# Wendlandia junghuhniana
Wendlandia junghuhniana är en måreväxtart som beskrevs av Friedrich Anton Wilhelm Miquel. Wendlandia junghuhniana ingår i släktet Wendlandia och familjen måreväxter.
Artens utbredningsområde är Java. Inga underarter finns listade i Catalogue of Life.